# Wasserweiche
Eine Wasserweiche ist ein Bauteil, um einen Wasserzufluss auf verschiedene Abgänge aufzuteilen.
In Waschmaschinen lenkt sie den Wasserzufluss, der vom Wasseranschluss der Maschine über das Magnetventil kommt, auf die verschiedenen Waschmittelkammern, also Vorwasch-, Hauptwasch- und Weichspülerkammer. In der Regel treibt ein Synchronmotor ein Getriebe über Zahnräder an, bis ein Positionssignal dem Steuergerät die gewünschte Position quittiert und der Wasserzulauf über die angesteuerte Kammer stattfindet. Das Gemisch aus Wasser und jeweiligem Waschmittel bzw. Weichspüler, die Waschlauge, wird über einen unter der Wasserweiche angebrachten Trichter mit Schlauch in die Trommel der Waschmaschine und damit zu der Wäsche geleitet, wo die Lauge ihre Wirkung entfaltet. Neben anderen Bauteilen in Waschautomaten sind Wasserweichen keine Verschleißteile, je nach regional anzutreffender Wasserhärte jedoch besonders von Ablagerungen von Kalk (Verkalkung) betroffenen. 
Wasserweichen finden sich auch in Geschirrspülern im Pumpensumpf und steuern den Zulauf zu den verschiedenen rotierenden Waschdüsen. Über die Wasserweiche in Geschirrspülern wird gesteuert, ob Wasser auf den oberen Sprüharm, den unteren Sprüharm oder auf beide Sprüharme geleitet werden soll. Die Wasserweichen in Geschirrspülern werden ebenso mit einem Synchronmotor angetrieben. Über einen Kontakt wird der Geschirrspülersteuerung gemeldet, dass eine definierte Lage der Weiche erreicht ist. Die Weiche selbst besteht aus einer rotierenden Scheibe mit verschiedenen Öffnungen. Je nachdem welche Öffnung gerade vor dem Pumpenausgang steht, wird Wasser auf die verschiedenen Sprüharme geleitet. 
Für Fallrohre gibt es ebenso manuelle Wasserweichen, um etwa Regenwasser nicht dauerhaft abzuleiten und bspw. in einer Zisterne zu speichern.